# Такур
Такур или такор е индийска феодална аристократична титла. Такурът управлява своята тикана – отделна страна или владение. Съпругата на такура носи званието такурани.
Във феодалното общество в Индия такурът е по-ниска по степен на важност титла от раджата. Титлата е наследствена.
Такор е наименованието на титлата в северните и централните части на Индия, а в Бенгалия е Тагор.